# Heraclia africana
Heraclia africana är en fjärilsart som beskrevs av Butler 1895. Heraclia africana ingår i släktet Heraclia och familjen nattflyn. Inga underarter finns listade i Catalogue of Life.